# Ghassan Kanafani
Ghassan Kanafani (arab. غسان كنفاني, ur. 9 kwietnia 1936 w Akce w Palestynie, zm. 8 lipca 1972 w Bejrucie w Libanie), palestyński pisarz, rzecznik prasowy Ludowego Frontu Wyzwolenia Palestyny.
Urodził się i wychował w Akce w Palestynie jako syn prawnika, sunnity. W roku 1947 Palestyna została podzielona na arabską i żydowską część, a żydowska wojna o niepodległość doprowadziła do wygnania 780 000 Palestyńczyków z ich ojczyzny. Kanafani wraz z rodziną przeniósł się do Libanu, a potem do Syrii. Studiował literaturę arabską w Damaszku, podjął tam pracę nauczyciela, pracował także w drukarni. W 1955 podjął pracę w redakcji czasopisma Ar-Raj, przystępując jednocześnie do Ruchu Narodowego Arabów (حركة القوميين العرب, Harakat al-Qawmiyyin al-Arab). Wyjechał potem do Kuwejtu, gdzie pracował jako adwokat i stał się bardziej zaangażowany politycznie. W roku 1960 powrócił do Bejrutu i zaczął współpracować z gazetą Al-Hurriya (Wolność). Pracą literacką zajął się w latach 50., a w roku 1963 opublikował swoją pierwszą powieść Ar-Riğāl fī aš-Šams (Mężczyźni w słońcu). 
Na podstawie jego powieści powstał film Al-makhdu'un (1973, ang. The Dupes). 
W Polsce ukazał się zbiór jego opowiadań pt. Głowa kamiennego lwa (tłum. Janusz Danecki, PIW, Warszawa 1982). 
Zginął w zamachu bombowym w Bejrucie, do którego przyznał się izraelski Mosad.